# Greg Howard
Greg Howard é um músico estadunidênse de jazz e world music, e é um dos maiores divulgadores do inusitado instrumento musical chamado chapman stick.

## Discografia

### Solo
- Ether Ore, 2005
- Sticks and Stones: a collection of spontaneous improvisations, 2001 (cassette 1987)
- Water on the Moon, 1998
- Sol, 1997
- Sticks and Stones, Transmigration, 1996
- Code Magenta, 1995
- Shapes, 1994
- Stick Figures, 1993

### Greg Howard Band
- Lift, 2000

## Equipamentos

### Chapman Stick
- «Rosewood 10-string»
  - Standard SE pickup
  - Baritone Melody/Standard Bass tuning
- «Paduak 12-string»
  - Block Enterprises pickup
  - Matched Reciprocal tuning

### Rack's de efeito
- Lexicon MPX-G2 (Stick melody)
- Rane SP-13 (pre-amp melody, mix all)
- TC Electronics Fireworx (Stick bass)
- Boss VF-1/Boss SE-70 (bass/melody)
- SWR SM-400 (preamp bass, power all)

### Pedais
- double switch for Fireworx
- volume pedal for bass side (Fireworx)
- «Lexicon MPX-R1»
- Shape Shifter(TM) (MIDI pressure pad)
- Boss FC-50 MIDI control for SE-70
- two on/off switches for SE-70
- volume pedal for melody side (SE-70)
- expression pedal for Fireworx

## Livros
- The Stick Book, Volume I